# Hôtel d'Eu
L'hôtel d'Eu aussi appelé hôtel d'Heu, hôtel de Giberprey, hôtel de Camprond ou plus simplement hôtel de la rue de la Poterie est un hôtel particulier, du XVIe siècle, remanié au XVIIIe, qui se dresse sur le territoire de la commune française de Valognes, dans le nord du département de la Manche, en région Normandie. L'édifice est partiellement inscrit au titre des monuments historiques.

## Localisation
L'hôtel est situé au no 75 rue de la Poterie, à Valognes, dans le département français de la Manche.

## Historique
L'édifice fait l'objet de transactions en 1578, en 1582, deux fois au XVIIe siècle et reste dans la même famille de 1746 à 1857. Plusieurs cessions ont lieu aux XIXe et XXe siècles.
Monsieur d'Heu, commissaire de guerre au XVIIIe siècle, fut seulement locataire des lieux.

## Description
L'hôtel d'Eu est remarquable par une façade sur rue du XVIIIe siècle et une façade arrière « à l'allure encore médiévale », qui comporte des éléments du XVIe ou du XVIIe siècle.
La façade sur rue du XVIIIe siècle de l'hôtel comporte huit travées et trois lucarnes. Une autre source[Laquelle ?] indique sept travées régulières sur deux niveaux et une autre plus large destinée au voitures à cheval, et quatre lucarnes. Cette façade est sobre et le décor est basé sur les éléments architecturaux, les linteaux des ouvertures et le bandeau entre les deux niveaux de l'édifice.
La façade sur cour a conservé de nombreux éléments anciens des XVIe et XVIIe siècles, notamment : une tour d'escalier à vis circulaire, des fenêtres à meneaux, une salle de plain-pied et un accès à l'étage par un escalier en vis, des portes avec accolades et fleurons. La salle du rez-de-chaussée a conservé une cheminée Renaissance datée sans doute du XVIIe siècle. La circulation et l'aménagement des pièces intérieures ont été redistribués selon la mode du XVIIIe siècle.
Les communs comportent une écurie et l'hôtel dispose aussi d'un jardin. 

## Protection
Les façades et les toitures du logis, le décor du grand salon avec la cheminée y compris les sols en terre cuite et grès de Valognes, la porte lancéolée d'accès à l'escalier intérieur, la cage d'escalier en totalité ; l'assiette de la cour et l'escalier d'accès au jardin ; l'assiette du jardin avec les murs de clôture et de soutènement sont inscrits au titre des monuments historiques par arrêté du 26 septembre 2012.